# Diagonalschermaschine
Die Diagonalschermaschine (oder Diagonalzylinderschermaschine) ist eine aus England stammende Ausführung der Schermaschine.
Der Schnitt erfolgt hier diagonal zur Längsrichtung eines Gewebes. 
Der Name Diagonalzylindermaschine ist darauf zurückzuführen, dass der Scherzylinder geneigt ist und diagonal zur Längsrichtung des Gewebes liegt.